# Ernst-Walz-Brücke
Die Ernst-Walz-Brücke ist die dritte der zentralen Neckar-Brücken in Heidelberg, nach der Karl-Theodor-Brücke („Alte Brücke“) und der Theodor-Heuss-Brücke, ehemals Friedrichsbrücke. Sie verbindet die Stadtteile Bergheim und Neuenheim.

## Geschichte
Die Ernst-Walz-Brücke wurde am 14. April 1928 als dritte Straßenbrücke über den Neckar bei Heidelberg dem Verkehr übergeben. Ursprünglich sollte sie den im Neuenheimer Feld geplanten Zentralfriedhof anbinden, später wurde dieses Gebiet allerdings anderweitig genutzt. Sie ist benannt nach dem ehemaligen Heidelberger Oberbürgermeister Ernst Walz (1859–1941). Von 1933 bis 1945 trug sie den Namen Hindenburgbrücke. Wie auch die anderen Brücken in Heidelberg wurde sie am 29. März 1945 von der Wehrmacht bei ihrem Rückzug gesprengt, am Tag bevor die amerikanische 63. Infanteriedivision in die Stadt einmarschierte, und 1950 wiedererrichtet.

## Lage
Die Brücke liegt knapp 1200 m unterhalb der Theodor-Heuss-Brücke und ist die südliche Zufahrt zum Neuenheimer Feld mit Fakultäten der Universität Heidelberg und Teilen des Universitätsklinikums.
Sie liegt auf einer wichtigen Nord-Süd-Verkehrsachse, die im Norden von der Berliner Straße kommend, im Süden über die Mittermaierstraße weiterverläuft.
Etwa 600 m flussabwärts befindet sich das Stauwehr Wieblingen sowie der Beginn des Seitenkanals Wieblingen.